# Emoia caeruleocauda
Emoia caeruleocauda е вид влечуго от семейство Сцинкови (Scincidae). Видът не е застрашен от изчезване.

## Разпространение и местообитание
Разпространен е във Вануату, Гуам, Индонезия, Малайзия, Маршалови острови, Микронезия, Палау, Папуа Нова Гвинея (Бисмарк), Северни Мариански острови, Соломонови острови, Фиджи и Филипини.
Обитава градини, крайбрежия и плажове.

## Описание
Популацията на вида е стабилна.